# John Peverall
John Peverall est un assistant réalisateur et un producteur de cinéma britannique né en 1931 dans le quartier d'Islington et mort le 3 octobre 2009, qui fait désormais partie du Grand Londres.

## Filmographie

### comme assistant réalisateur
- 1958 : The Supreme Secret de Norman Walker
- 1958 : Rx for Murder de Derek N. Twist
- 1958 : Up the Creek de Val Guest
- 1958 : Further Up the Creek de Val Guest
- 1959 : Le Chien des Baskerville de Terence Fisher
- 1959 : L'Homme qui trompait la mort de Terence Fisher
- 1959 : Section d'assaut sur le Sittang de Val Guest
- 1959 : La Malédiction des pharaons de Terence Fisher
- 1959 : Les Étrangleurs de Bombay de Terence Fisher
- 1960 : Never Take Sweets from a Stranger de Cyril Frankel
- 1960 : Les Maîtresses de Dracula de Terence Fisher
- 1960 : Les Deux Visages du Docteur Jekyll de Terence Fisher
- 1961 : L'Empreinte du dragon rouge d'Anthony Bushell
- 1961 : Le Spectre du chat de John Gilling
- 1961 : Cash on Demand de Quentin Lawrence
- 1961 : La Nuit du loup-garou de Terence Fisher
- 1962 : The Primitives d'Alfred Travers
- 1962 : Le Fantôme de l'Opéra de Terence Fisher
- 1962 : Le Fascinant Capitaine Clegg de Peter Graham Scott
- 1962 : L'Attaque de San Cristobal de John Gilling
- 1962 : The Traitors de Robert Tronson
- 1963 : Dr. Syn, Alias the Scarecrow de James Neilson
- 1963 : West 11 de Michael Winner
- 1963 : Les Damnés de Joseph Losey
- 1964 : La Baie aux émeraudes de James Neilson
- 1965 : Doubles masques et agents doubles de Basil Dearden
- 1966 : Khartoum de Basil Dearden et Eliot Elisofon
- 1967 : Le Grand Départ vers la Lune de Don Sharp
- 1967 : La Vengeance de Fu Manchu de Jeremy Summers
- 1968 : Trio d'escrocs de Basil Dearden
- 1969 : Assassinats en tous genres de Basil Dearden
- 1974 : Frissons d'outre-tombe de Kevin Connor

### comme producteur
- 1975 : Le Sixième Continent de Kevin Connor
- 1976 : L'Homme qui venait d'ailleurs de Nicolas Roeg
- 1978 : Voyage au bout de l'enfer de Michael Cimino
- 1979 : Quadrophenia de Franc Roddam
- 1980 : McVicar de Tom Clegg

## Distinctions
- Oscars 1979 : Oscar du meilleur film pour Voyage au bout de la nuit, conjointement avec Barry Spikings, Michael Deeley et Michael Cimino